# 羅善
羅善（1455年—？），字復之，江西吉安府安福縣人，民籍，明朝政治人物。

## 生平
江西鄉試第四十一名舉人。弘治十二年（1499年）中式己未科會試第七十二名，二甲第十五名進士。十五年正月实授南京山东道監察御史，正德三年（1508年）巡按福建，十一月升陕西按察司佥事，改福建佥事，八年四月升雲南副使。

## 家族
曾祖羅原；祖羅继仁；父羅處約。母王氏。永感下。兄利坎。